# Folla (manzana)
Folla es el nombre de una variedad cultivar de manzano (Malus domestica). Esta manzana es originaria de Galicia, está cultivada en la colección de árboles frutales y banco de germoplasma de Mabegondo con el N.º 199; ejemplares procedentes de esquejes localizados en San Xoán de Saídres, parroquia del municipio de Silleda (Pontevedra).

## Sinónimos
- "Manzana Folla",[4][5]
- "Maceira Folla".

## Características
El manzano de la variedad 'Folla' tiene un vigor vigoroso. Tamaño grande y porte erguido.
Época de inicio de brotación a partir del 2 de abril y de floración a partir del 23 de mayo.
Las hojas tienen una longitud del limbo de tamaño medio, con la máxima anchura del limbo es estrecha. Longitud de las estípulas es media y la máxima anchura de las estípulas es media. Denticulación del borde del limbo es ondulado, con la forma del ápice del limbo acuminado y la forma de la base del limbo es agudo. Con subestípulas presentes.
Sus flores tienen una longitud de los pétalos corto, con una anchura de los pétalos estrecho, disposición de los pétalos libres entre sí, con una longitud del pedúnculo corto.
La variedad de manzana 'Folla' tiene un fruto de tamaño pequeño, de forma plana-globosa, de color amarillo, sin chapa. Epidermis de textura desigual, sin pruina en su superficie y con presencia de cera débil. Sensibilidad al "russeting" (pardeamiento áspero superficial que presentan algunas variedades) poco sensible. Con lenticelas de tamaño mediano.
Los sépalos están dispuestos de forma erectos, y superpuestos en su base; su fosa calicina es profunda y de una anchura media. Pedúnculo de grosor medio y de longitud medio, siendo la cavidad peduncular de una profundidad media y de anchura media. Con pulpa de color blanca, cuya firmeza es intermedia y su textura es intermedia; su jugosidad es intermedia, con sabor de acidez media-baja, y aromática.
Época de maduración y recolección desde el 8 de octubre. 'Folla' es una manzana que su destino es la conservación de esta variedad en el banco de germoplasma de Mabegondo como reserva genética.

## Susceptibilidades
- Oidio: ataque medio
- Moteado: no presenta
- Raíces aéreas: ataque medio
- Momificado: no presenta
- Pulgón lanígero: ataque medio
- Pulgón verde: ataque débil
- Araña roja: no presenta
- Chancro del manzano: no presenta.[3]